# Marion Rehby
Marion Rehby, dite Mamar, née le 8 juillet 1981, est une joueuse de hockey sur gazon française, évoluant au poste de gardienne de but, licenciée au Lille Métropole Hockey Club.
Elle a débuté dans son sport à l'âge de 8 ans.
Elle exerce la profession de coordinatrice pour la communication internationale, dans une entreprise de confection de vêtements pour très jeunes enfants. 

## Palmarès

### Équipe de France
- Plus de 50 sélections nationales;
- Capitaine de l'équipe de France en 2007-2008;
- 1re sélection en octobre 2000, à Nivel;
- 3e du Championnat d'Europe en salle en 2002 (groupe A "Élite");
- 2e de la Coupe des Alpes en 2002 (à Prague);
- 3e de la Coupe du Monde en salle en 2003 (à Leipzig), son homologue Maëlle Loyot, alors titulaire principale à leur poste, est élue meilleure joueuse du tournoi.

### Clubs

#### Lille MHC
- Capitaine de l'équipe première;
- Championne de France (sur gazon): 2001, 2002, 2004, et  2007.